# Цай-Шэнь
Цай-Шэнь (упр. 财神; кит. трад. 財神; буквально: «Бог богатства») — китайский бог процветания, которому поклоняются в китайской народной религии и даосизме. Изначально бог богатства был один, но впоследствии он превратился в нескольких. Это было вызвано разделением китайских чиновников на две группы: гражданских и военных.  
На народных картинах старались изображать обоих Цай-шэней: одного в одеяние сановника, а другого в одежде полководца.  Считалось, что такая картина принесет владельцу двойное богатство. В качестве военного Цай-шэня часто почитали некого Чжао-юань-шуай. На картинах он изображался в виде ужасного человека с оружием в руке и сидящем на драконе или тигре. Иногда его представляли в виде божества сидящего за жертвенным столом со слитками серебра и курильницей. В отдельных регионах Китая, например, в провинции Цзянсу, этот Цай-шэнь считался мусульманским, и его было принято изображать похожим на иностранца

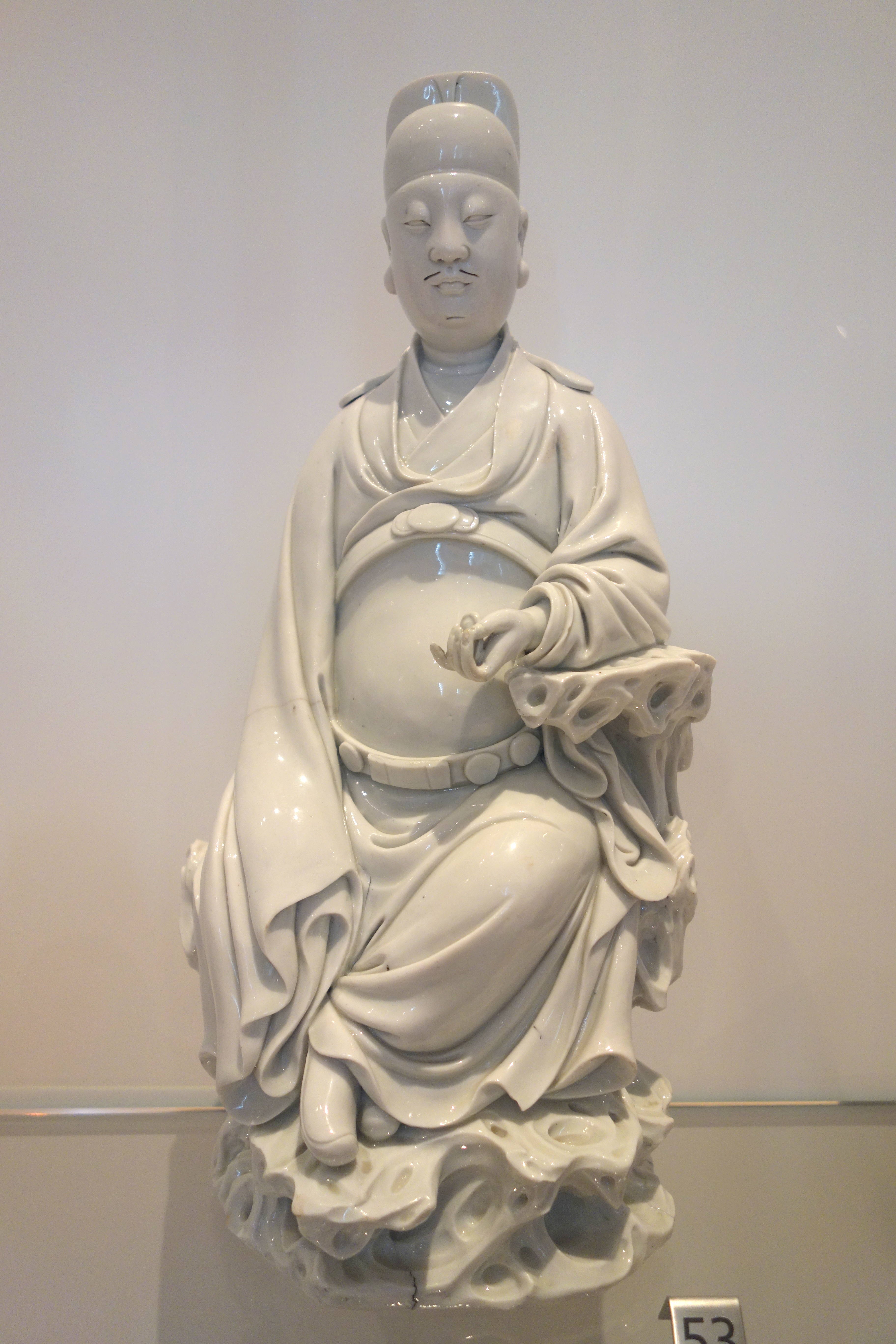
Дехуа Цай-Шэнь, ок. 1600-1644, Королевский музей Онтарио

К основным атрибутам Цай-шэня относятся дракон с монетами, ваза с драгоценностями, серебро, денежное дерево из монет, жемчужины и т.д. Часто денежное дерево изображается вместе с мальчиками, которые его трясут и монеты падают на землю.

Существует особенный тип Цай-шэня, который называется У-лу Цай-шэнь. Существует несколько толкований этого образа. Некоторые считают, что человек по имени У-лу стал божеством после того, как был убит разбойниками. Другие полагают, что речь идет о 5 сыновьях евнуха Гу Си-фэна, которые стали божествами. Нередко Цай-шэней рассматривают как особый вид богов/духов, так как их часто вывешивают на дверях в честь Китайского Нового года.